# Dolina Górnej Wisły
Dolina Górnej Wisły (512.22) – mezoregion Kotliny Oświęcimskiej. Rozciąga się na terenie 530 km² i obejmuje fragment doliny górnego biegu Wisły. W dolinie znajduje się wiele stawów rybnych oraz zbiornik retencyjny o powierzchni 32 km² i pojemności 168 milionów m³ – Zbiornik Goczałkowicki.
Na tym terenie znajduje się ostoja ptaków o znaczeniu europejskim „Dolina Górnej Wisły”.

## Galeria

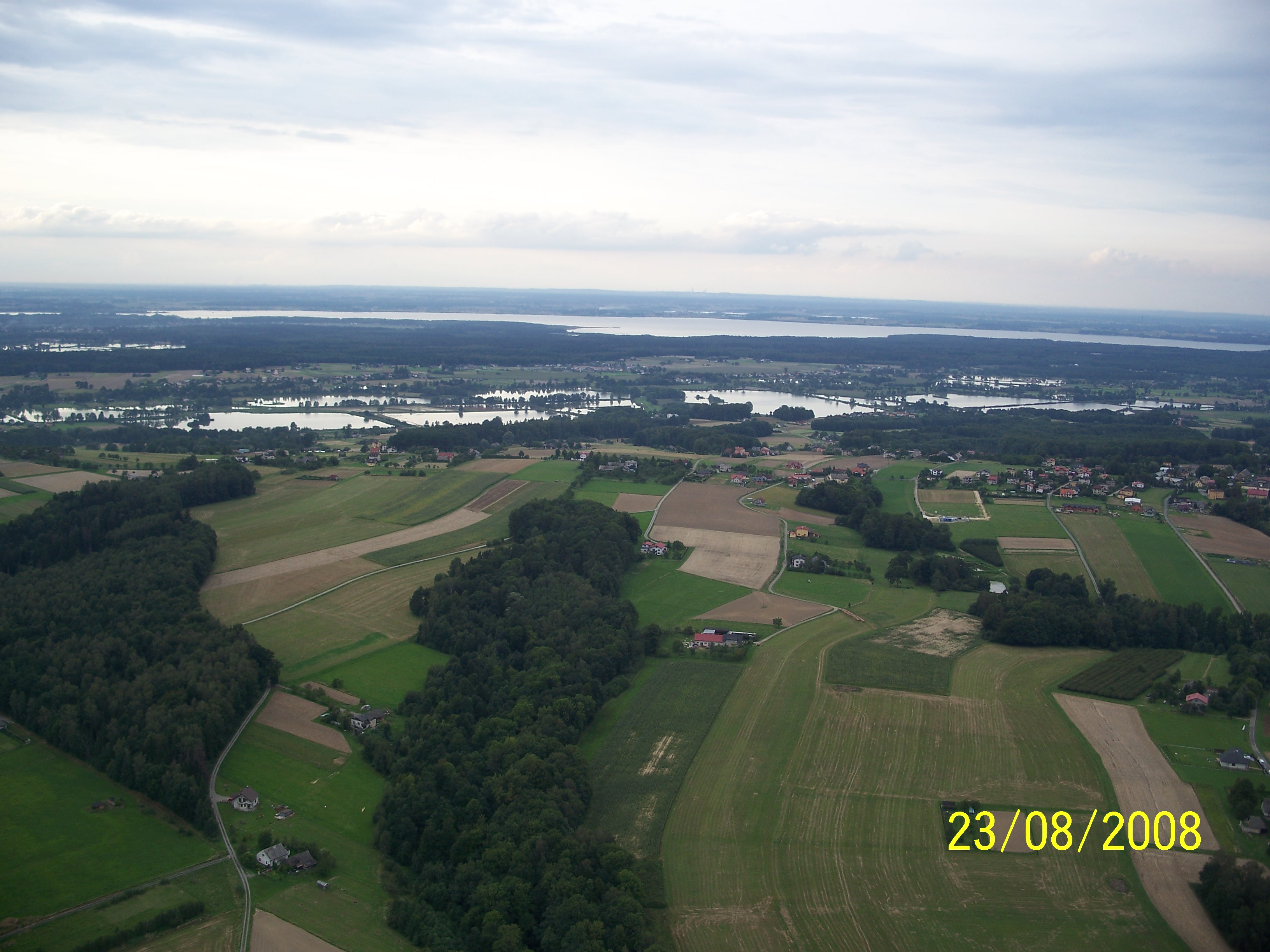
Fragment Doliny. Zbiornik Goczałkowicki oraz liczne stawy.